# مگس‌گیر دم‌گلی
مگس‌گیر دم‌گُلی (نام علمی: Trenotriccus erythrurus) یک پرنده گنجشک‌سان کوچک از خانواده مرغ‌های کدر است که در مناطق پست از جنوب شرقی مکزیک تا شمال بولیوی، شمال مرکزی برزیل و گویان زادآوری می‌کند. این مگس‌گیر از شرق رشته کوه آند به کل حوضه آمازون در شمال برزیل و گویان می‌رسد. در غرب آند در کلمبیا و اکوادور تا آمریکای مرکزی دیده می‌شود. این تنها عضو سردهٔ Terenotriccus است، اما برخی مسئولان آن را در سرده Myiobius قرار می‌دهند. با این حال، از نظر صدا، رفتار و ساختار با اعضای آن گروه متفاوت است.